# Reprezentacja Samoa w piłce nożnej mężczyzn
Reprezentacja Samoa w piłce nożnej członkiem FIFA jest od 1986. Należy do najsłabszych drużyn tej organizacji.
Nigdy jeszcze nie zakwalifikowała się do Mistrzostw Świata, natomiast w Pucharze Narodów Oceanii wystąpiła tylko dwa razy, w 2012 przegrywając wszystkie 3 mecze grupowe oraz w 2016.
Samoa zajmuje obecnie 5. miejsce w Oceanii (lipiec 2015).
Obecnym selekcjonerem kadry Samoa jest Scott Easthope

## Eliminacje doMistrzostw Świata 2014

### Grupa A
| Miejsce | Drużyna        | Mecze | Punkty | Zwyc. | Rem. | Por. | Bramki |
| ------- | -------------- | ----- | ------ | ----- | ---- | ---- | ------ |
| 1       | Tahiti         | 3     | 9      | 3     | 0    | 0    | 18-5   |
| 2       | Nowa Kaledonia | 3     | 6      | 2     | 0    | 1    | 17-6   |
| 3       | Vanuatu        | 3     | 3      | 1     | 0    | 2    | 8-9    |
| 4       | Samoa          | 3     | 0      | 0     | 0    | 3    | 1-24   |

## Udział wMistrzostwach Świata
- 1930 – 1962 – Nie brało udziału (było kolonią nowozelandzką)
- 1966 – 1990 – Nie brało udziału (jako Samoa Zachodnie)
- 1994 – Wycofało się z eliminacji (jako Samoa Zachodnie)
- 1998 – 2022 – Nie zakwalifikowało się

## Udział wPucharze Narodów Oceanii
- 1973 – 1980 – Nie brało udziału (jako Samoa Zachodnie)
- 1996 – Nie zakwalifikowało się (jako Samoa Zachodnie)
- 1998 – 2008 – Nie zakwalifikowało się
- 2012 – Faza grupowa
- 2016 – Faza grupowa